# NER Bogie Covered Goods G7
Die vierachsigen gedeckten Güterwagen nach Musterblatt G7 (im Englischen mit Bogie Covered Goods bezeichnet) der britischen North Eastern Railway (NER) waren ab 1906 im Einsatz.

## Geschichte
Beeinflusst durch die US-amerikanischen großen Boxcars entstanden im April 1906 in den bahneigenen Werkstätten der NER zwei gedeckte Güterwagen mit Drehgestellen nach Musterblatt G7 mit den Nummern 102496 und 102497. Nachdem man mit diesen beiden Musterwagen sehr zufrieden war entstanden zwischen Juli 1907 und Februar 1908 weitere 98 Exemplare. Es waren die größten jemals von der NER gebauten gedeckten Wagen und zugelassen für den Einsatz in Güterschnellzügen mit einer Geschwindigkeit von bis zu 88 km/h.
Die 1906 gebauten Wagen hatten auf beiden Seiten je zwei kleine Fenster in der Wagenmitte. Alle später gebauten Wagen hatten diese Fenster nicht mehr. Auch in der Beschriftung gab es Unterschiede. Die beiden ersten Wagen trugen noch in der Mitte die Aufschrift „NORTH EASTERN“, die späteren bekamen nur noch die Initialen „N“ und „E“ jeweils ziemlich an den Wagenenden.
Ab 1914 wurden einige Exemplare zu Krankentransportwagen umgebaut und mit Betten und Tragen ausgestattet, um Verwundete in Krankenhäuser transportieren zu können. Die Wagen wurden hierzu an normale Personenzüge angehängt. Um den weiß gestrichenen Innenraum zusätzlich zu beleuchten, wurde in der linken Klappe der rechten Tür ein vertikales Schiebefenster angebracht. Die Initialen wurden nun weiter innen zwischen den beiden Schiebetüren angebracht und direkt in der Mitte ein 137 × 137 cm großes Rotes-Kreuz-Symbol (siehe Bild). Nach Ende des Ersten Weltkrieges wurden die Wagen wieder für den Gütertransport benutzt.
1923 beim Inkrafttreten des Railways Act 1921 und dem damit verbundenen Zusammenschluss mehrerer Eisenbahngesellschaften zur London and North Eastern Railway (LNER) gingen die Wagen an die neue Gesellschaft über. 78 existierten sogar noch 1948 bei der Verstaatlichung aller Eisenbahnen zu den British Railways.

## Bilder und Zeichnungen

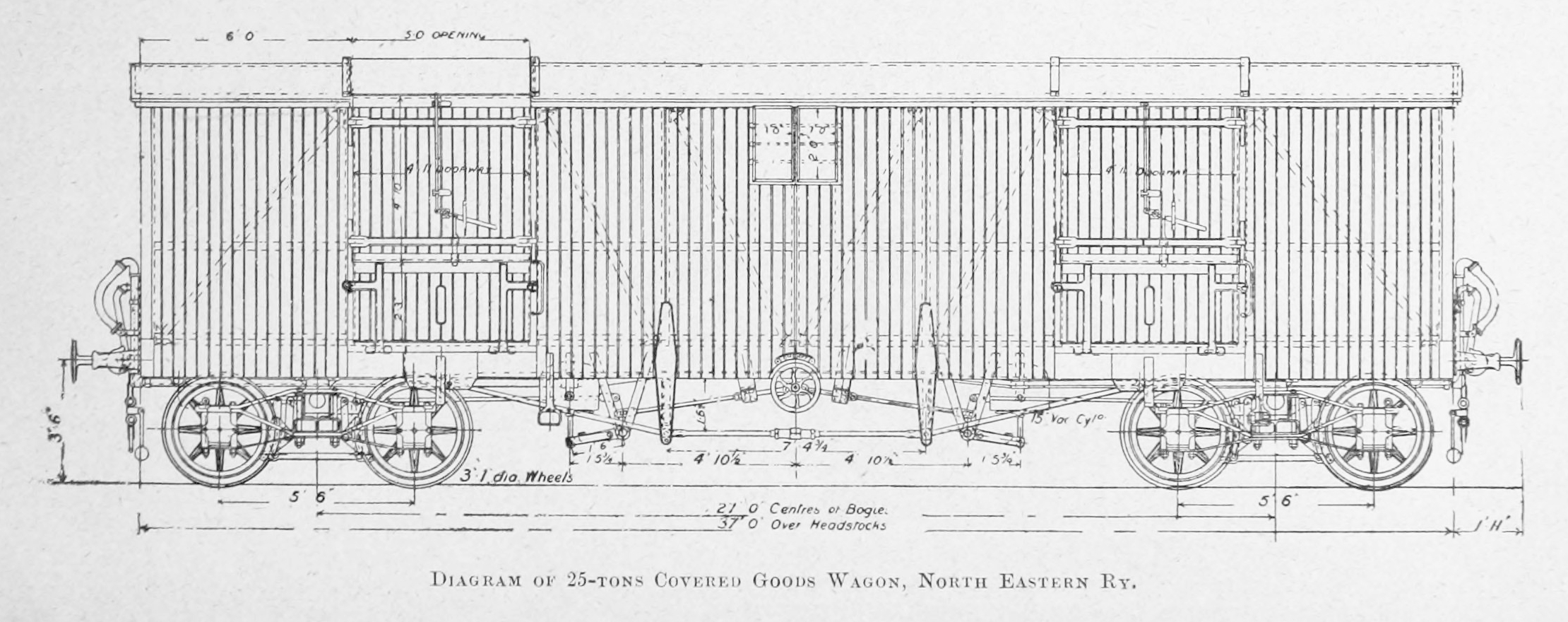
Maßzeichnung nach Musterblatt G7
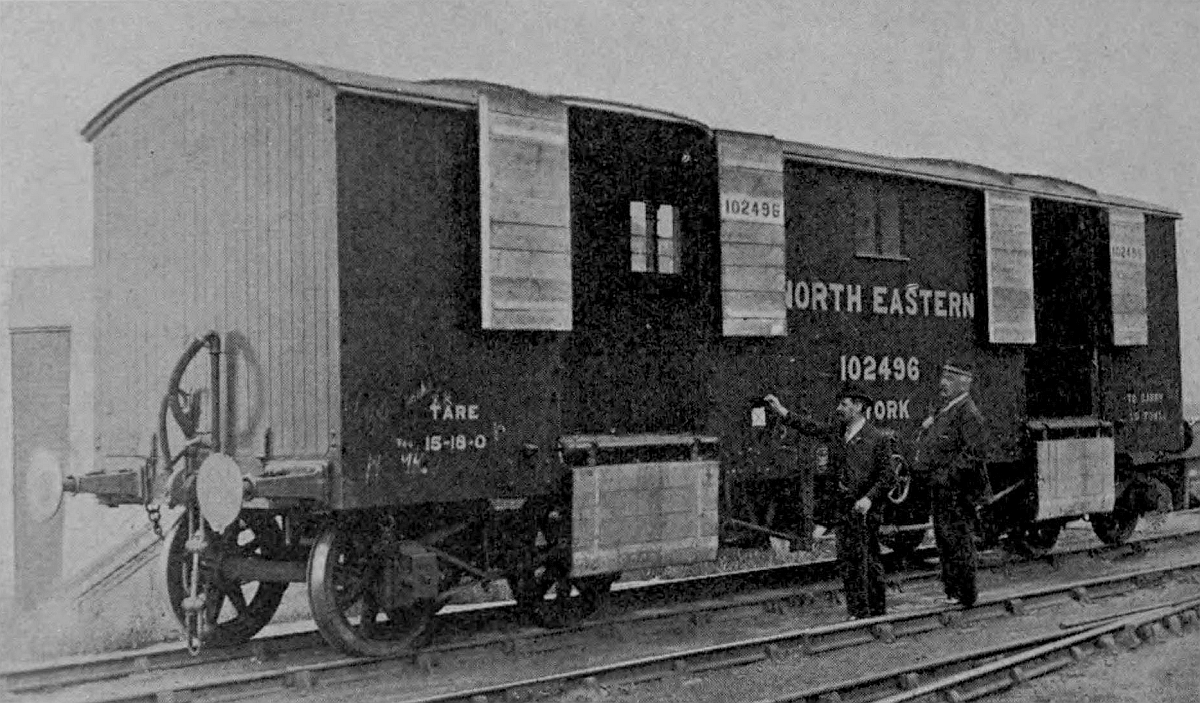
Ansicht mit geöffneten Türen
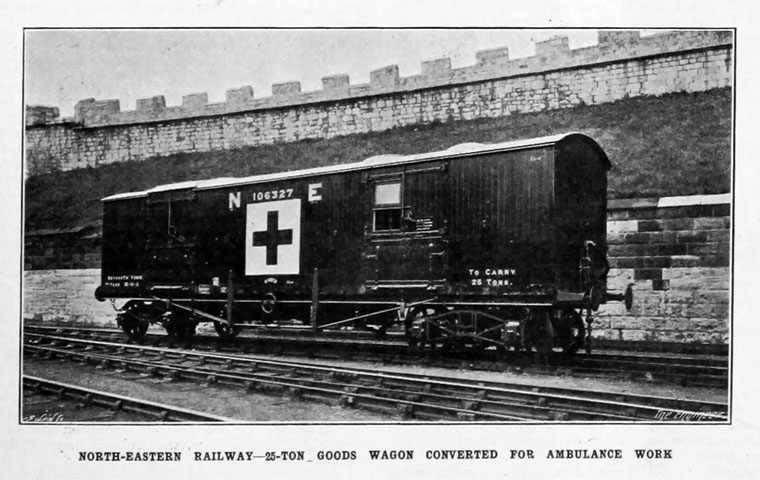
Nach Umbau zum Krankentransportwagen